# Emil Nolde

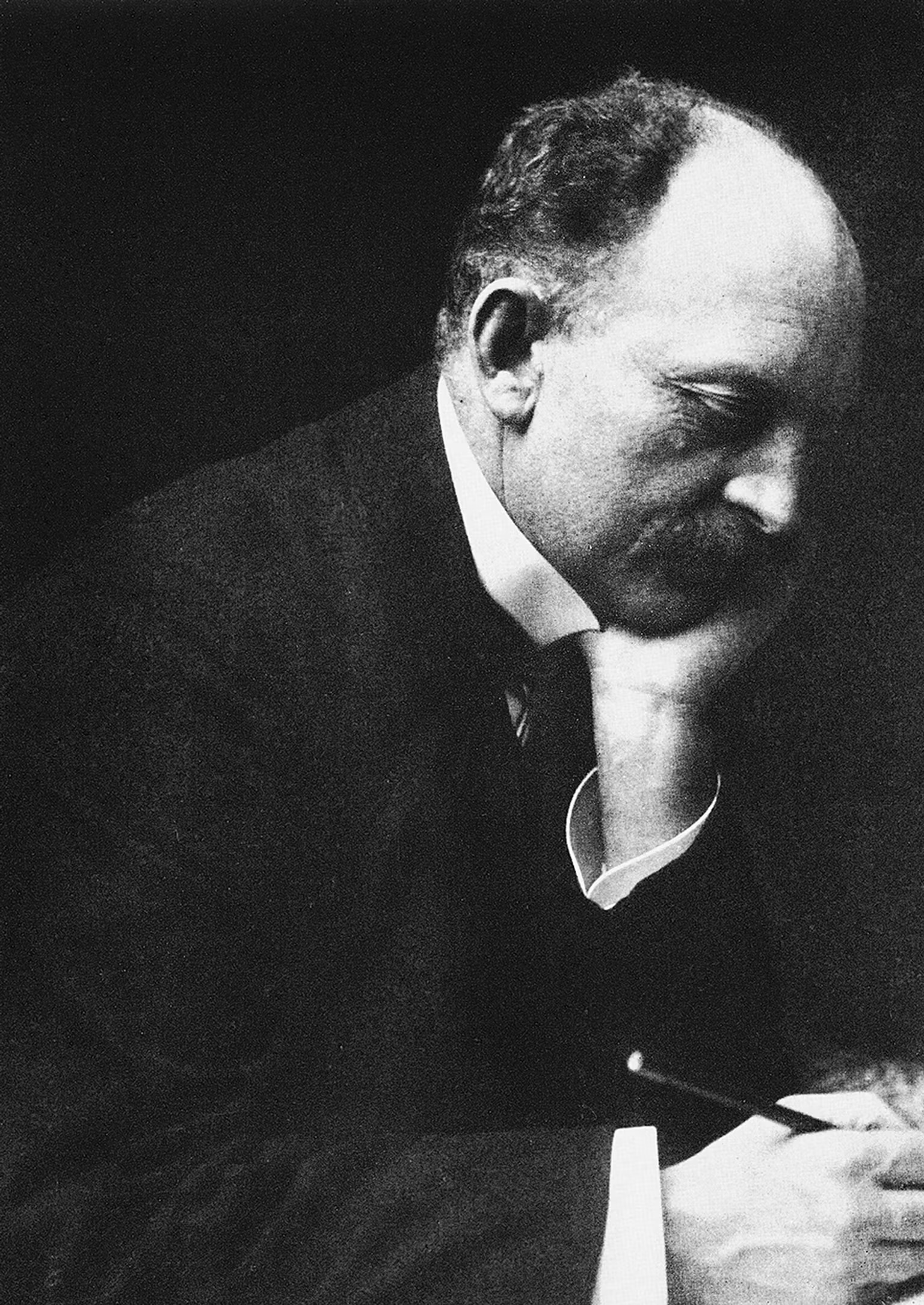
Emil Nolde, Porträtfoto von Minya Diez-Dührkoop, 1929

Emil Nolde (* 7. August 1867 als Hans Emil Hansen in Nolde, Kreis Tondern der Provinz Schleswig-Holstein; † 13. April 1956 in Seebüll) war einer der führenden Maler des Expressionismus. Er ist einer der großen Aquarellisten in der Kunst des 20. Jahrhunderts und bekannt für seine ausdrucksstarke Farbwahl. Obwohl als „entarteter Künstler“ verfemt, war er Rassist, Antisemit und überzeugter Anhänger des Nationalsozialismus.

## Leben

### Jugendjahre und Ausbildung
Emil Nolde wurde als viertes von fünf Kindern einer Bauernfamilie geboren. Er hatte drei ältere Brüder und eine jüngere Schwester. Sein Vater war Nordfriese und stammte aus der Gegend um Niebüll; er sprach nordfriesisch, seine Mutter sprach südjütisch (ein Dialekt des Dänischen). Emil Nolde besuchte die deutsche Schule in Buhrkall. Seine Jugendjahre auf dem elterlichen Hof in Nolde waren geprägt von harter Arbeit und einem relativ kargen Leben.
Von 1884 bis 1888 ließ er sich gegen den Willen des Vaters als Schnitzer und Zeichner an der Kunstgewerbeschule in Flensburg (heute Museumsberg Flensburg) ausbilden. Er war dort an der Restaurierung des Brüggemann-Altars beteiligt. Einen Lehrabschluss erwarb er nicht. Danach arbeitete er für verschiedene Möbelfabriken, unter anderem in München, Karlsruhe und Berlin. 1892 trat er am Gewerbemuseum in St. Gallen eine Stellung als Lehrer für gewerbliches und ornamentales Entwurfszeichnen an, die ihm 1898 gekündigt wurde. In dieser Zeit lernte er Hans Fehr kennen, mit dem er lange verbunden blieb. Anschließend arbeitete er zunächst an einer Reihe von Landschaftsaquarellen und Zeichnungen der Bergbauern. Nolde wurde schließlich durch kleine farbige Zeichnungen der Schweizer Berge bekannt. Er ließ Postkarten dieser Arbeiten drucken, die ihm ein Leben als freier Künstler erlaubten.
Er ging nach München, wurde allerdings von der Akademie abgelehnt und begann zunächst ein Studium an der privaten Malschule Adolf Hölzels in Dachau, bevor er im Herbst 1899 mit der Malerin Emmi Walther über Amsterdam nach Paris reiste und sich an der Académie Julian anmeldete. 1900 mietete er ein Atelier in Kopenhagen. 1902 heiratete er dort die 23 Jahre alte dänische Schauspielschülerin Ada Vilstrup (1879–1946). Mit ihr zog er auf die Insel Alsen. Dort wohnten sie zwischen 1903 und 1916 sommers in einem Fischerhaus in Sjellerupskov bei Guderup. Als Atelier diente eine Bretterbude direkt am Strand.

### Malerei
Ab 1902 nannte sich Nolde nach seinem nordschleswigschen Heimatdorf. Um 1903 malte er noch „lyrische“ Landschaften. Er wurde Mitglied der Schleswig-Holsteinischen Kunstgenossenschaft und nahm zwischen 1903 und 1912 an fünf Ausstellungen teil. 1904 war er auf der Jahresausstellung im Flensburger Museum mit den Gemälden In der Räuberstube und Sommernacht vertreten. 1905 reisten Ada und Emil Nolde nach Sizilien und Ischia, doch mit dem grellen Licht des Südens kam der Maler nicht zurecht. Seine zunehmend auf Farbe setzenden Blumen- und Gartenbilder von Alsen machten die Künstlergruppe Brücke auf ihn aufmerksam. Der Einladung, ihr beizutreten, folgte Nolde 1906 nach anfänglichem Zögern. Dadurch kam er in Kontakt mit wesentlich jüngeren Künstlern wie Ernst Ludwig Kirchner, Fritz Bleyl, Erich Heckel und Karl Schmidt-Rottluff. In Berlin begegnete er auch Edvard Munch. Seine aktive Mitgliedschaft in der Brücke beendete Nolde 1907, dabei war ein Streit mit Schmidt-Rottluff maßgeblich. Trotz dieser kurzen Zeit brachte Nolde die Radierung als weitere Darstellungstechnik in die Gemeinschaft, vermittelte Kontakte zu dem Hamburger Sammler und Kunstmäzen Gustav Schiefler und sorgte durch das Einführen kostenpflichtiger „passiver Mitgliedschaften“ mit dem Versand von Originalgrafiken als „Jahresgaben“ für die Bekanntheit und den wirtschaftlichen Erfolg der Gruppe. Nolde selbst nahm während seiner nur 21-monatigen Mitgliedschaft an acht Ausstellungen der Gruppe in 25 Orten teil.

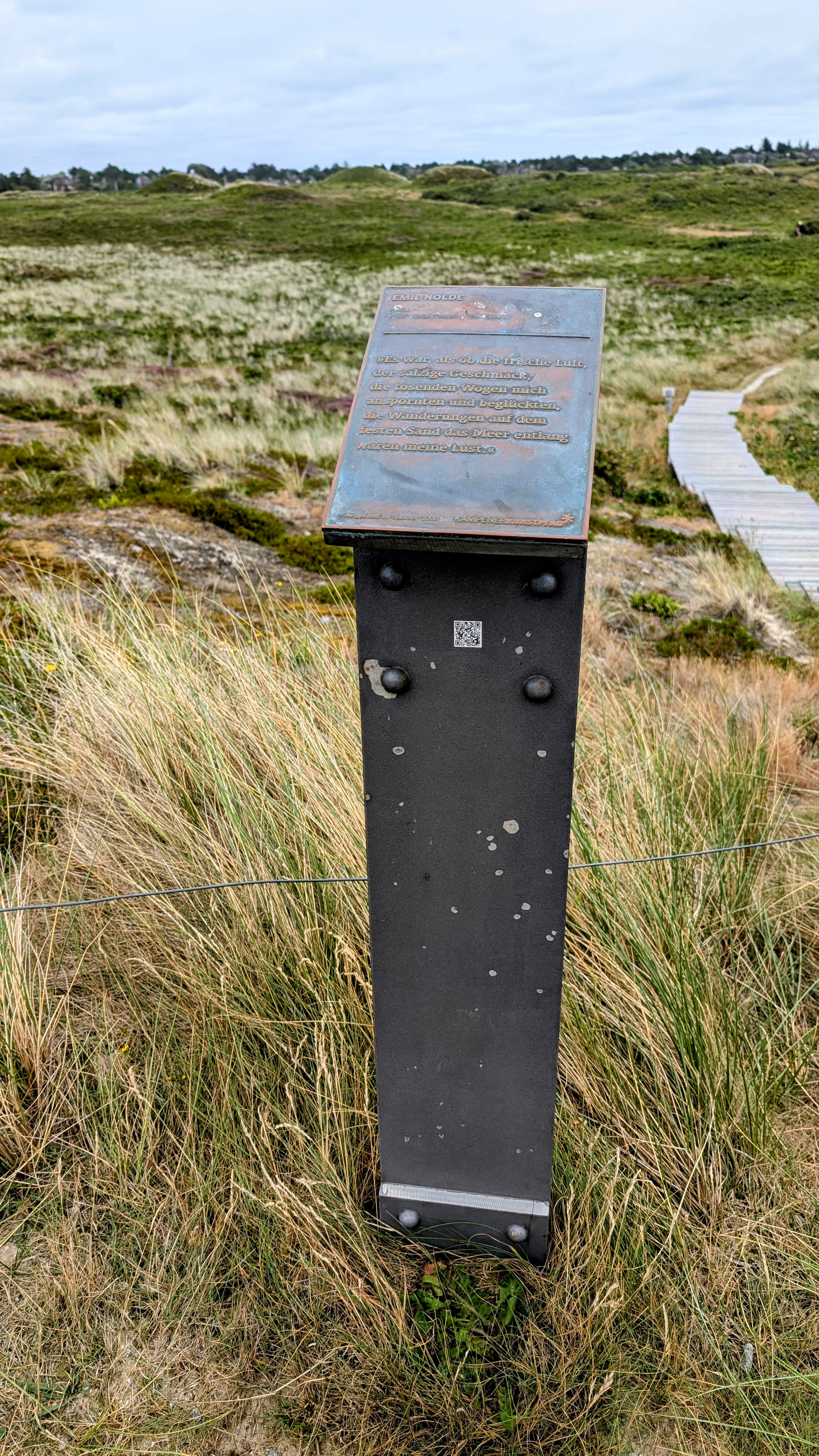
Emil Nolde Gedenktafel Kampen

1909 wurde Nolde Mitglied der Berliner Secession. Als deren Jury unter Mitwirkung von Max Liebermann im Jahr darauf Werke Georg Tapperts und vieler meist expressionistischer Künstler zurückwies, kam es zum Bruch der Berliner Secession. Auf Initiative Tapperts, gefolgt von Max Pechstein und weiteren Künstlern, unter ihnen auch Nolde, bildete sich die Neue Secession. Sie eröffnete am 15. Mai ihre erste Ausstellung unter dem Titel „Zurückgewiesene der Secession Berlin 1910“.
Nun entstanden erste religiöse Bilder Noldes: Abendmahl, Pfingsten und Verspottung. Zwischen 1910 und 1912 hatte er erste Erfolge mit eigenen Ausstellungen in Hamburg, Essen und Hagen. Bilder vom Nachtleben in Berlin, wo er gemeinsam mit seiner Frau Ada regelmäßig die Wintermonate verbrachte, Theaterzeichnungen, Maskenstillleben, 20 Herbstmeere, das neunteilige Das Leben Christi entstanden. Außerdem besuchte er wiederholt das Berliner Museum für Völkerkunde, wo er zwischen 1910 und 1912 von Objekten aus Übersee zahlreiche Skizzen anfertigte. Von Herbst 1913 bis Ende August 1914 nahm er als Zeichner verpflichtet an der Medizinisch-demographischen Deutsch-Neuguinea-Expedition des Reichskolonialamtes mit seiner Frau teil. 1916 zog er in das kleine Bauernhaus Utenwarf (⊙) an der Westküste nahe Tondern und der Vidå (deutsch Wiedau). Die heftigen Auseinandersetzungen um die deutsch-dänische Grenzziehung nach dem Ersten Weltkrieg waren ihm zuwider, und obwohl er sich als Deutscher fühlte, machte Nolde von seinem Recht Gebrauch, die dänische Staatsbürgerschaft anzunehmen, als sein Geburtsort nach der Volksabstimmung in Schleswig 1920 an Dänemark fiel. Bis an sein Lebensende behielt er wie auch seine Frau die dänische Staatsbürgerschaft, verstand sich aber zeitlebens als Angehöriger der deutschsprachigen Minderheit in Nordschleswig.

### Berlin
1889 kam Nolde das erste Mal in die Reichshauptstadt und blieb zwei Jahre, während derer er als Zeichner und Modelleur in verschiedenen Firmen tätig war. Ab dem Winter 1904/05 lebte er mit seiner Frau Ada im Winter meist in Berlin, zunächst fast zwei Jahrzehnte als Mieter eines Wohnateliers in der Tauentzienstraße 8, „101 Treppenstufen hoch“. Ada pflegte in Berlin die Kontakte und sorgte dafür, dass Nolde dort sehr gut vernetzt war. Im Winter 1910/11 entstand in der Tauentzienstraße eine Folge von 17 Gemälden aus dem Berliner Nachtleben, und über die Jahre hinweg wuchs das Berliner Werk auf über 300 Aquarelle, Tuschpinselzeichnungen und Radierungen an. In Berlin war Nolde stark beeinflusst von den Sammlungen des Völkerkundemuseums in der damaligen Königgrätzer Straße, welches er wiederholt besuchte und wo er über 120 Zeichnungen von Ausstellungsobjekten des Globalen Südens anfertigte. In Folge seiner Studien entstanden Arbeiten wie Mann, Frau und Katze (1912), in der Nolde König Njoya's Thron „Mandu Yenu“, der unter umstrittenen Umständen von Kamerun nach Deutschland kam, nur leicht verändert abbildete. Nolde wünschte sich in Berlin einen ähnlichen Bau, wie er für ihn gerade bei Neukirchen an der dänischen Grenze entstand. Er erwarb dafür in Berlin-Dahlem ein Grundstück und gab im Herbst 1928 Ludwig Mies van der Rohe den Auftrag, für diese Lage ein Atelierhaus zu entwerfen. Nachdem dies 80.000 Reichsmark kosten sollte und zudem eine Baugenehmigung nicht erteilt wurde, gab Nolde im Juli 1929 den Plan auf. Er und Ada zogen im Herbst 1929 zur Miete um in die Bayernallee 10–11 in Berlin-Westend. Diese Wohnung behielt Nolde auch, als er Berlin 1941 aufgrund eines gegen ihn ergangenen Berufsverbots den Rücken kehrte. Das Haus wurde 1944 durch Brandbomben weitgehend zerstört und damit auch Noldes große Grafiksammlung.

### Seebüll

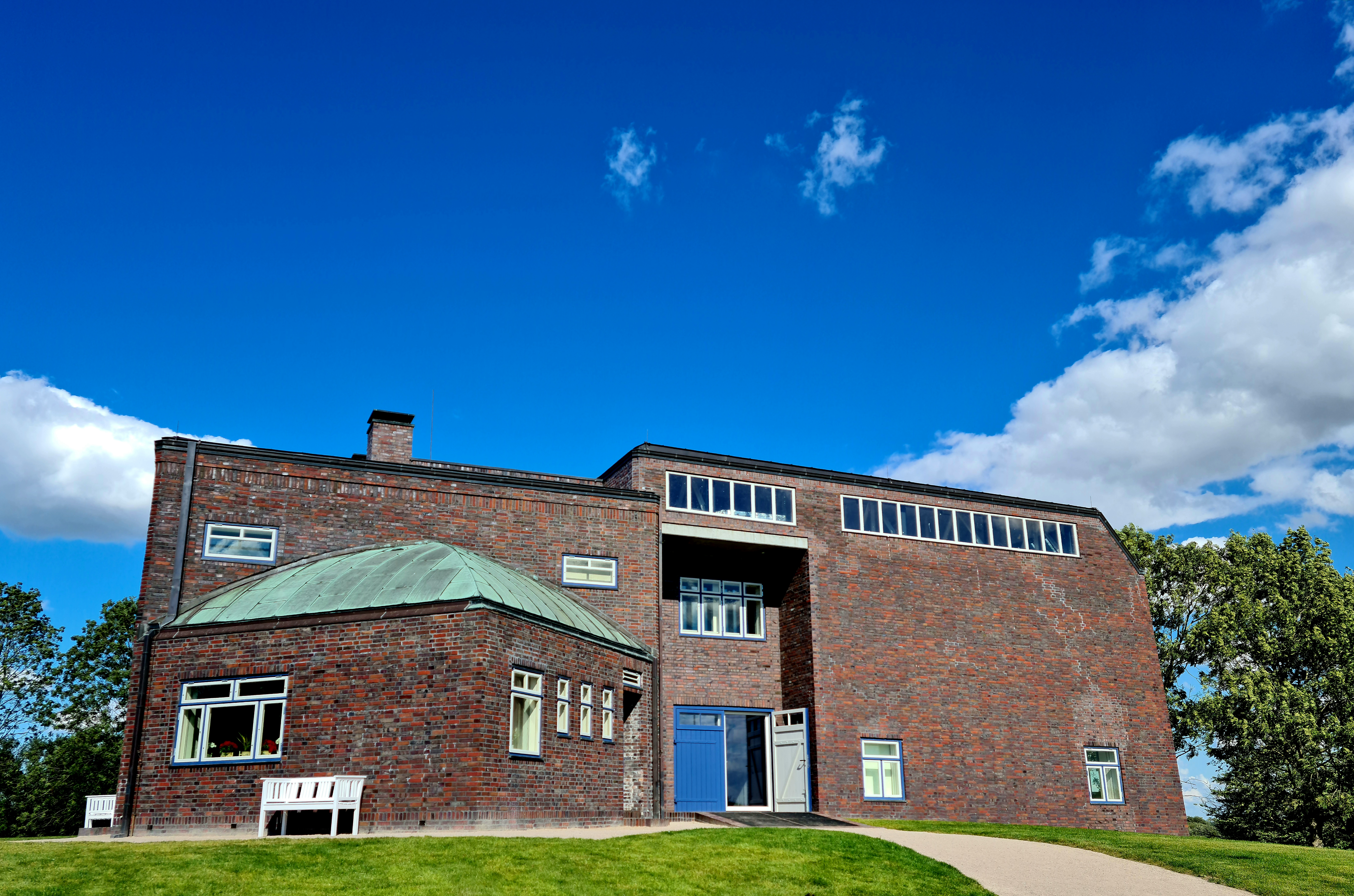
Haus Seebüll nach der Renovierung – aufgenommen im September 2022

Erst als das Land um Utenwarf zunehmend erschlossen und entwässert wurde, zog er mit seiner Frau auf die deutsche Seite der Grenze, da ihn dort die Landschaft an seine Heimat bei Nolde erinnerte. Das Ehepaar erwarb 1926 eine leerstehende Warft bei Neukirchen im Amt Wiedingharde des damaligen Kreises Südtondern, die sie Seebüll nannten und auf der bis 1930 das gleichnamige Wohn- und Atelierhaus des Malers erbaut wurde. Sie wohnten zunächst in dem benachbarten Bauernhaus „Seebüllhof“, das sie gemeinsam mit der Warft und den umliegenden Weideflächen erworben hatten. Der Umzug in das neu erbaute Haus „Seebüll“ erfolgte im Jahr 1930. Das Wohngebäude ist ein zweigeschossiger Kubus mit Flachdach, an den eingeschossige Anbauten über dreieckigem Grundriss angefügt sind. 1937 wurde dem Wohnhaus ein Atelierhaus mit Bildersaal angefügt. Der Bau wurde nach Entwürfen Emil Noldes unter Mitwirkung des befreundeten Architekten Georg Rieve aus Backstein errichtet. Die Farbigkeit im Innern des Wohnhauses korrespondiert mit den kräftigen Farben der Gartenpflanzen.
Neben dem Haus legten Ada und Emil Nolde einen Garten an, dessen Wege in Form der Initialen E und A verlaufen. Zum Garten gehören zwei Gebäude: ein 1935/1936 errichtetes, reetgedecktes Gartenhaus, das sogenannte „Seebüllchen“, sowie die Begräbnisstätte von Ada und Emil Nolde. Diese befindet sich in einem ehemaligen Erdschutzbunker, der 1946, als Ada starb, in eine Gruft umgewandelt wurde. An der Stirnwand schuf Nolde das Mosaik Madonna mit Kind. Der Garten Noldes ist ein individuelles Gartenkunstwerk, das die zeitgenössische Reformbewegung aufnimmt, die sich gegen industrielle und genormte Kunstformen richtet. So entstand in der weiten Marschlandschaft in Bepflanzung und Ausstattung ein recht geschlossener, heimatbezogener Bauerngarten, auch wenn dieser keine für diese Gärten typische auf das Haus bezogene Mittelachse aufweist und Haus und Garten getrennte Einheiten bilden.
Anlässlich seines 60. Geburtstags wurde ihm 1927 eine Jubiläumsausstellung in Dresden gewidmet.

### Im Nationalsozialismus

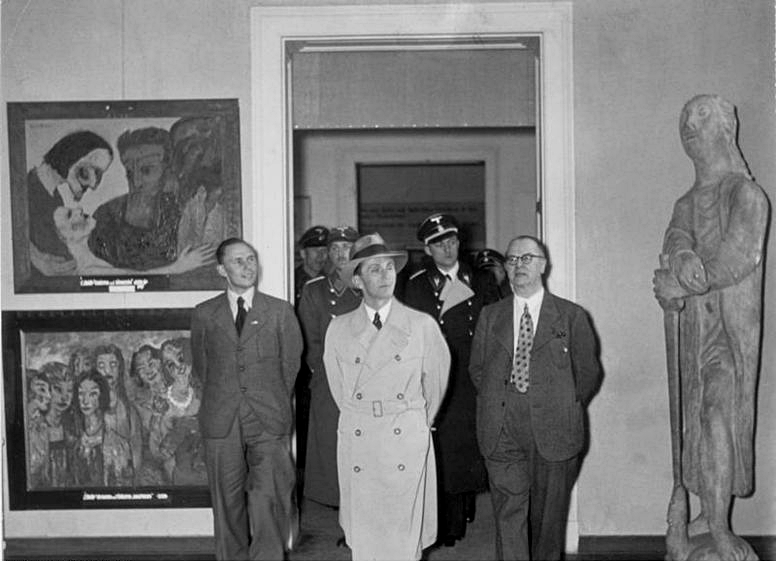
Joseph Goebbels in der Ausstellung „Entartete Kunst“, 1938 Berlin. Links zwei Gemälde von Emil Nolde: Christus und die Sünderin und Die klugen und die törichten Jungfrauen, rechts eine Skulptur von Gerhard Marcks: Heiliger Georg

#### Nationalsozialistisches Engagement
Nolde war früh der Überzeugung, die „germanische Kunst“ sei allen anderen weit überlegen. Im August 1934 bezeugte er mit seiner Unterschrift unter den Aufruf der Kulturschaffenden, dass er zu des Führers Gefolgschaft gehöre. Er wurde 1934 Mitglied einer der verschiedenen nationalsozialistischen Parteien in Nordschleswig, der Nationalsozialistischen Arbeitsgemeinschaft Nordschleswig (NSAN). Die konkurrierenden nationalsozialistischen Parteien wurden 1935 aufgrund von Bemühungen des Gauleiters Hinrich Lohse in Schleswig-Holstein zur NSDAP-Nordschleswig (NSDAP-N) zusammengefasst.
Während seiner Teilnahme an der „Medizinisch-demographischen Deutsch-Neuguinea-Expedition“ (1913/1914) ließ er erkennen, dass er die dortigen Kulturen der „Wilden“ für minderwertig hielt. Zugleich sprach er sich dagegen aus, moderne französische Malerei der Stilrichtungen Impressionismus, Kubismus, Surrealismus, Fauvismus und Primitivismus im deutschen Kunsthandel anzubieten.
Nolde war auch antisemitisch eingestellt, wie aus vielen Dokumenten hervorgeht – so aus den ersten beiden Teilbänden seiner Autobiografie, Das eigene Leben (1930) und Jahre der Kämpfe (1934), welche die Jahre von 1867 bis 1914 umfassen. In den Originalausgaben der beiden Bände lassen sich viele nationalistische, rassistische und antisemitische Äußerungen Noldes finden. Er polemisierte gegen den jüdischen Kunsthändler Paul Cassirer und den Maler Max Liebermann. Im Mai 1933 denunzierte Nolde den Maler Max Pechstein allein wegen dessen Namens bei einem Beamten des Propagandaministeriums als vermeintlichen „Juden“. Obwohl Nolde von Max Pechstein darauf aufmerksam gemacht wurde, dass diese Behauptung unzutreffend sei und der Familie von Pechstein gefährlich werden könne, verweigerte Emil Nolde eine Richtigstellung. Im Sommer 1933 arbeitete Nolde ein von ihm als „Entjudungsplan“ bezeichnetes Dokument aus, das die Aussiedlung aller „Juden“ aus dem Deutschen Reich betraf. Bereits 1911 hatte er an einen seiner Förderer geschrieben, dass sich „Malerjuden“, wie er seine jüdischen Malerkollegen nannte, über das ganze Land ausgebreitet hätten; oder wie er es ausdrückte: „ganz wie die Hausschwammwucherung hier unter dem rotgestrichenen Boden unserer kleinen trauten Stube“.
Eine andere Äußerung galt Rosa Schapire, einer Kunsthistorikerin, die den noch unbekannten Künstler durch Vorträge und Ausstellungsberichte gefördert hatte:

„‚Eine hiesige junge Dame interessiert sich sehr für Ihre Kunst‘ erzählte Frau Rauert. Es war Fräulein Dr. Schapiere [sic], und als wir nach Alsen kamen, wurden uns ihre frisch geschriebenen Artikel zugesandt. Auch kamen Briefe geflogen. – Die schnell auflodernde Freundschaft zwischen ihr und uns brach bald wieder in sich zusammen. Nur Asche blieb. Vom Wind verweht. In der Kunst war es meine erste bewußte Begegnung mit einem Menschen, anderer Art als ich es war. Mit 18 Jahren hatte ich in Flensburg den ersten Juden gesehen […] Juden haben viel Intelligenz und Geistigkeit, doch wenig Seele und wenig Schöpfergabe. Ein junger forscher Jude, als ich nach Berlin gekommen war, sagte mir dass: ‚Jedes junge Mädchen, mit dem ich zum dritten Mal allein zusammen bin, muß fallen.‘ – […] Mir waren wund alle zarten edlen Innigkeiten. Juden sind andere Menschen, als wir es sind. […]“

#### Verfemung und Fortsetzung der Karriere im Nationalsozialismus

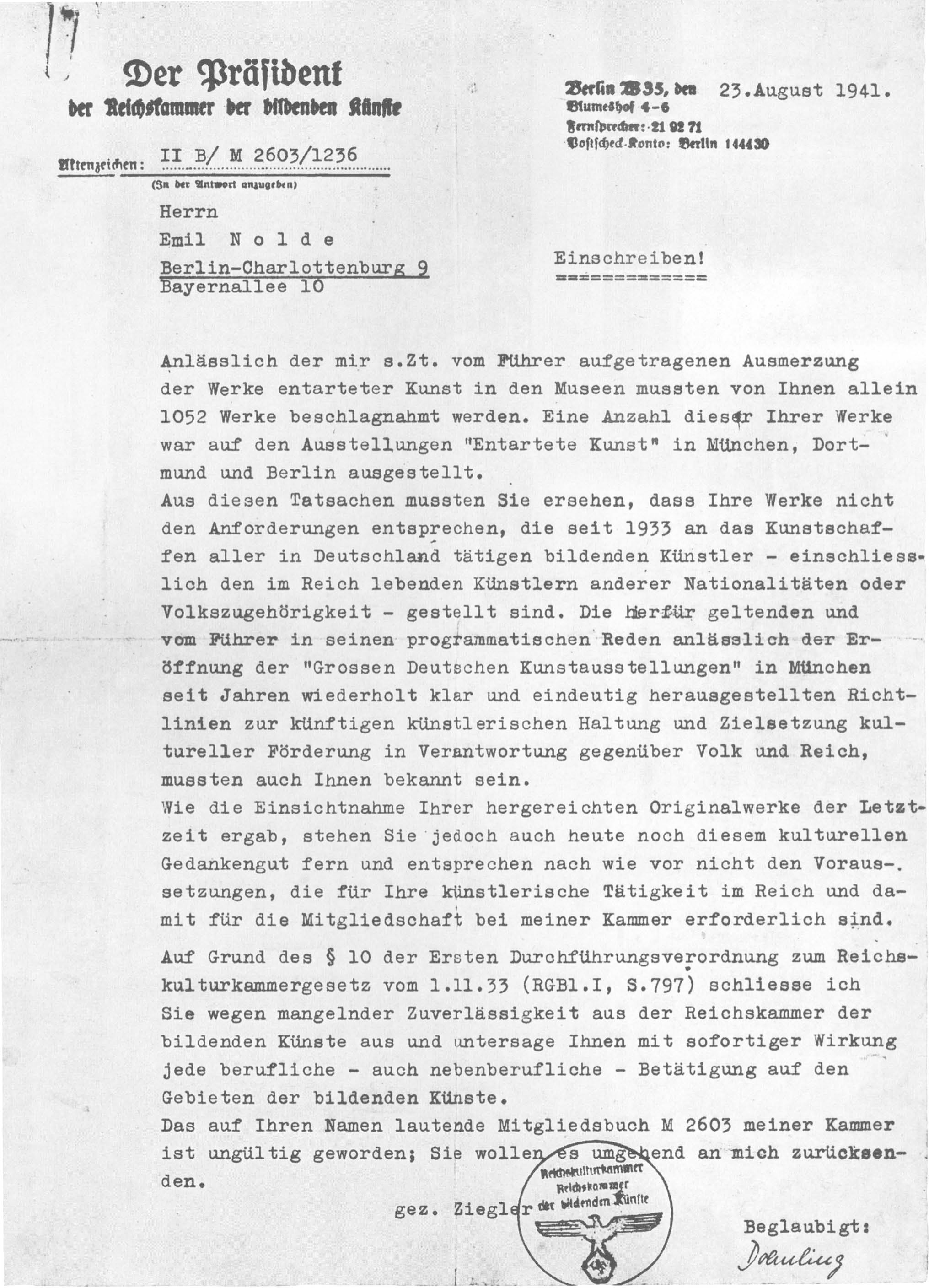
Schreiben vom 23. August 1941 mit dem der Präsident der Reichskammer der bildenden Künste Nolde ein Berufsverbot erteilte

Zu Beginn der Zeit des Nationalsozialismus schätzten einige hochrangige Funktionäre des NS-Regimes seine Kunst und seine kunstpolitische Einstellung. Beispielsweise waren Joseph Goebbels und Albert Speer anfangs Förderer von Nolde, und 1933 veranstaltete der NS-Studentenbund eine Ausstellung mit seinen Werken. Der größere Teil der NS-Führung dagegen versuchte schon früh, Nolde künstlerisch und wirtschaftlich zu diskriminieren – dazu gehörten Alfred Rosenberg und Adolf Hitler selbst. So wurden seine Gemälde Leben Christi in der Ausstellung „Entartete Kunst“ im Jahr 1937 vorgeführt. Weitere Gemälde wurden in folgenden Aktionen beschlagnahmt und zwangsverkauft. Nolde wollte dies offenbar zunächst nicht wahrhaben und schien überrascht, als seine Werke als „entartete Kunst“ diffamiert wurden. Er fühlte sich missverstanden und glaubte an Fehler untergeordneter Personen und Dienststellen. Er distanzierte sich nicht von der nationalsozialistischen Kulturpolitik, sondern versuchte, die Nationalsozialisten zu überzeugen, dass er schon immer den Thesen der Bewegung entsprechend gedacht und gelebt und sich auch so geäußert habe. Nolde schrieb beispielsweise am 2. Juli 1938 in einem Brief an Goebbels, er sehe sich „als fast einziger deutscher Künstler im offenen Kampf gegen die Überfremdung der deutschen Kunst“, und wies darauf hin, dass er sofort nach der Gründung der NSDAP Nordschleswig deren Mitglied geworden sei.
Die Verfolgung im Rahmen der nationalsozialistischen Kunstpolitik bedeutete jedoch nicht das Ende von Noldes Karriere. Die beiden Bände seiner Biographie blieben verfügbar und verkauften sich abgesehen von einem Einbruch 1938 weiterhin gut. Beschlagnahmte Leihgaben erhielt er nach Einsprache zurück, wobei er auch die dänische Staatsbürgerschaft seiner Frau als Argument anführte. Seine Werke wurden sogar aus der Wanderausstellung „Entartete Kunst“ entfernt. Auch finanziell bedeutete das Jahr 1937 keine Zäsur für Nolde. Im Frühjahr 1937 veranstaltete die Galerie Ferdinand Möller in Berlin eine Ausstellung seiner Aquarelle, in der Arbeiten für 20.000 Reichsmark verkauft wurden. Die finanzielle Lage Noldes war zu dieser Zeit so gut, dass der ehemalige Direktor des Museums Folkwang in Essen, Ernst Gosebruch, vermerkte, dass der Künstler seine Hauptwerke im eigenen Besitz behielt, da er nicht zu deren Verkauf gezwungen sei. Auch nach seiner Verfemung in der Münchner Ausstellung 1937 änderte sich die Nachfragesituation nicht. Seine Werke waren auch nach 1937 in vielen deutschen Galerien für moderne Kunst weiterhin Kommissionsware. Finanziell gehörte Nolde zu den erfolgreichsten deutschen Künstlern der 1930er und 1940er Jahre. 1937, 1939 und 1941 verzeichnete er seine höchsten Jahreseinkommen. Die Steuerakten weisen noch höhere Einnahmen aus, als er im Rahmen des Entnazifizierungsverfahrens angab. Nach dem Krieg meldete er für das Jahr 1941 Einnahmen von über 50.000 Reichsmark. Laut Daten der Reichskammer der bildenden Künste verdienten im Jahr 1939 nur 0,7 % der Künstler im Deutschen Reich mehr als 1000 Reichsmark im Monat. Seine gute wirtschaftliche Lage brachte Nolde Neider aus der Künstlerschaft ein und verdeutlichte den Kulturfunktionären zudem, dass sie ihre Politik auf dem Kunstmarkt nicht hatten durchsetzen können.
Nolde gehörte zu den 18 Künstlern, die in der im Juni 1939 erstellten geheimen Materialsammlung des Reichssicherheitshauptamts Erfassung führender Männer der Systemzeit aufgeführt sind.
Am 1. Oktober 1940 erließ die Reichskammer der bildenden Künste die „Anordnung über den Vertrieb minderwertiger Kunsterzeugnisse“. Diese sollte sich vordergründig gegen billige und massenhaft produzierte Kunstreproduktionen und sogenannten „Kitsch“ richten, um so den Markt für wahre Künstler zu schützen. Aufgrund dieser Vorzeichen gingen die Noldes auch erst einmal davon aus, dass die Verordnung sie nicht betreffen werde. Dennoch fragte die Reichskammer der bildenden Künste wegen Informationen zu Verkäufen und Ausstellungen an und forderte Abbildungen von Werken der Jahre 1938 bis 1940 an. In dieser Situation machten sich die Noldes ihre Kontakte zu hochrangigen Nationalsozialisten zunutze. So baten sie Heinrich Hansen, einen der höchstrangigen Offiziellen im Reichsministerium für Volksaufklärung und Propaganda, um Unterstützung. Im Februar 1941 fragte die Reichskammer erneut wegen Abbildungen an. Im gleichen Monat ließ Hans Herbert Schweitzer in der Galerie von Alex Vömel in Düsseldorf ein Gemälde und Aquarelle Noldes beschlagnahmen, die zur Begutachtung nach Berlin geschickt wurden. Auch der Sicherheitsdienst des Reichsführers SS übte wegen der weiteren Verfügbarkeit von „entarteten“ Kunstwerken erhöhten Druck auf die Reichskammer aus. Am 23. August 1941 erhielt Nolde das Schreiben Adolf Zieglers, in dem er wegen „mangelnder Zuverlässigkeit“ aus der Reichskammer der bildenden Künste ausgeschlossen wurde.
Dieses Berufsverbot „auf dem Gebiet der bildenden Künste“ bedeutete jedoch kein „Malverbot“, wie es insbesondere nach Ende des Zweiten Weltkriegs kolportiert wurde, sondern das Verbot des Erwerbs von sämtlichen Künstlerbedarfsartikeln wie Ölfarben, Leinwand, Pinseln und von Verkäufen, Ausstellungen und Reproduktionen seiner Werke. Privat konnte Nolde weiterhin malen, von ihm konsultierte Juristen meinten zudem, dass Schenkungen an Freunde wohl keine Umgehung des Berufsverbots bedeutet hätten. Um seine Werke wieder in der Öffentlichkeit verbreiten zu können, hätte er sie stets dem „Ausschuss zur Begutachtung minderwertiger Kunsterzeugnisse“ vorlegen müssen. Die Bezeichnung „Malverbot“ findet sich für die Zeit des Nationalsozialismus nur in einem einzigen Brief von Ada Nolde. Erst nach dem Krieg wurde das Berufs- zum Malverbot hin überformt, damit Nolde seine eigene Opferrolle betonen konnte. Im Rahmen der Rehabilitation des Expressionismus wurde dieses Narrativ von vielen Autoren aufgegriffen und weitergetragen. In diesem Kontext entstanden auch der Begriff der sogenannten Ungemalten Bilder und deren Rezeptionsgeschichte. Die Opfergeschichte Noldes wurde in der Figur des Malers Max Ludwig Nansen im Roman Deutschstunde (1968) von Siegfried Lenz rezipiert. Die Noldes vervielfältigten den Brief Zieglers mit dem Ausschluss und ließen ihn unter Unterstützern zirkulieren. Diese reagierten, indem sie ihn in der Folge bei der Materialbeschaffung unterstützten. Beispielsweise ließ Otto Andreas Schreiber ihm regelmäßig Farben zukommen. Noldes Vertrauen in den Nationalsozialismus wurde trotz aller Verfolgungserfahrungen nie vollständig zerstört. 1942 kam zwar ein Treffen mit Baldur von Schirach in Wien nicht zustande, dieser nahm jedoch einige seiner Werke bei sich auf und versprach, sich für den Künstler einzusetzen. Und noch 1943 dachte er darüber nach, einen SA-Mann zu malen. Im Herbst 1944 wurde Noldes Wohnung in Berlin-Dahlem bei einem Luftangriff zerstört.
Es lässt sich festhalten, dass Noldes politische Überzeugung so stark war, dass die persönliche Erfahrung der Zurücksetzung durch die Reichskunstkammer seine Parteitreue nicht erschüttern konnte.

### Verklärung als Opfer
Nolde sorgte dafür, dass die stark antisemitischen Passagen seiner Autobiografie in den Auflagen nach 1945 gestrichen wurden; alle vier Bände der Memoiren erschienen in dieser abgeänderten Form bis einschließlich 2008. Auch gab er 1946 im Rahmen der Entnazifizierung mit maximal etwa 52.000 RM deutlich geringere Einnahmen während des Dritten Reichs an, als er in seiner Steuererklärung (80.000 RM) selbst erklärt hatte. Entsprechend wurde Nolde als nicht belastet eingestuft. Das Berufsverbot Noldes wurde zum Malverbot hin überformt. Weil Dokumente wie vor allem die ursprüngliche Fassung von Noldes autobiographischen Texten, die Aufschluss über die tatsächlichen Vorgänge im Dritten Reich gaben, zunächst nicht verfügbar waren, wurde das Narrativ der Opferrolle Noldes von vielen Autoren im Rahmen der Rehabilitation des Expressionismus gutgläubig aufgegriffen und weitergetragen. Kurz vor seinem Tod stellte Nolde unter Hinweis auf Beschlagnahmungen und Zwangsverkäufe seiner Werke einen – abgelehnten – Antrag auf Entschädigung.

### Späte Jahre

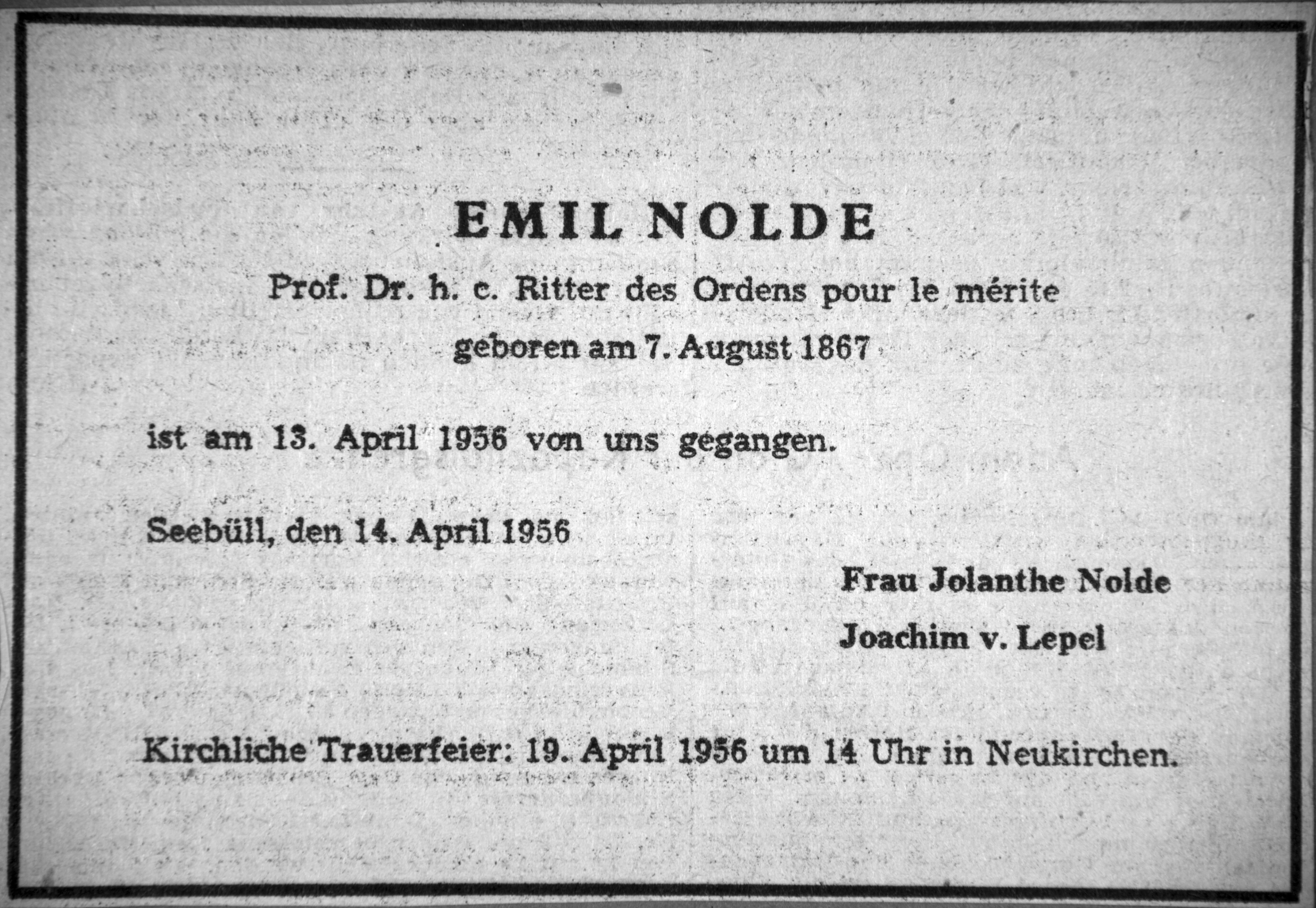
Todesanzeige Emil Nolde

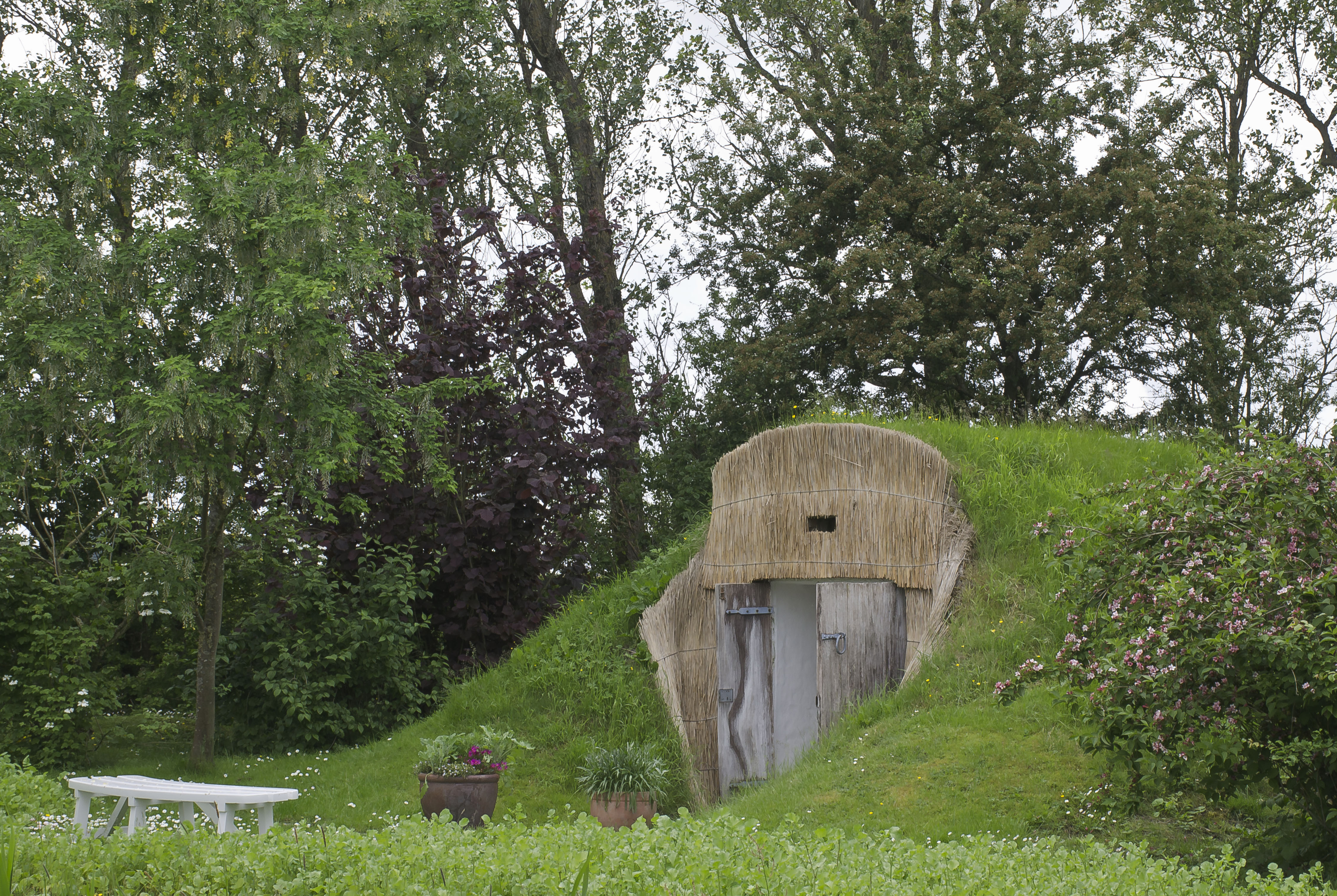
Begräbnisstätte beim Haus Seebüll

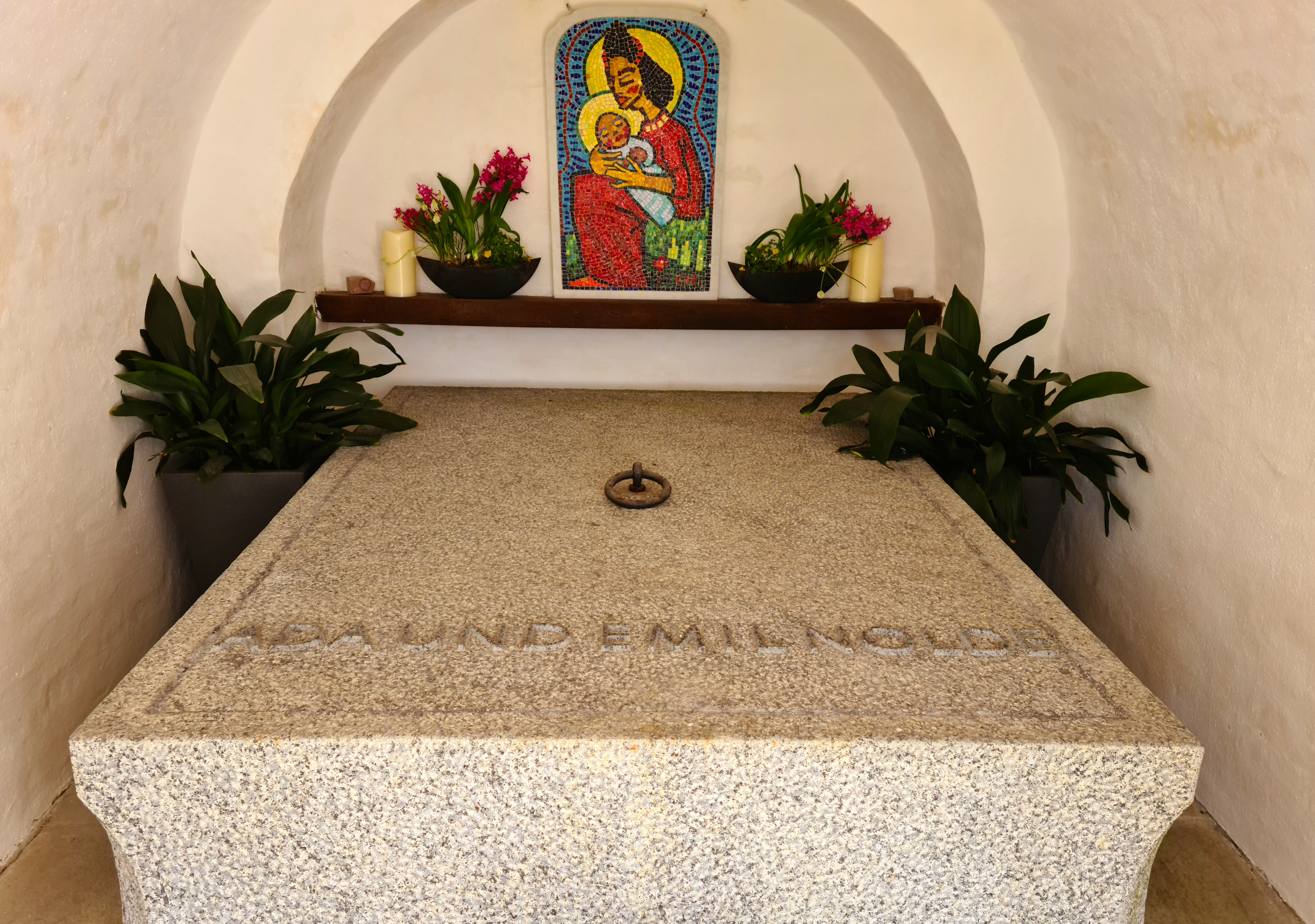
Das Innere der Gruft mit dem Grabstein von Ada und Emil Nolde; an der Rückwand das von Emil Nolde geschaffene Mosaik Madonna mit Kind

Am 2. November 1946 starb Noldes erste Frau; zwei Jahre später heiratete er Jolanthe Erdmann (* 9. Oktober 1921 in Berlin; † 13. Juni 2010 in Heidelberg), die Tochter des Komponisten und Pianisten Eduard Erdmann. Bis 1951 schuf Nolde noch über 100 Gemälde und – zunehmend eingeschränkt durch seine Parkinson-Krankheit – bis 1956 viele Aquarelle. Emil Nolde starb am 13. April 1956 in Seebüll, wo er neben seiner ersten Frau Ada in der Gruft im Garten seine letzte Ruhestätte fand. Der Bildhauer Karl August Ohrt porträtierte Nolde auf dem Totenbett und nahm ihm die Totenmaske ab.

### Mitgliedschaften
- Emil Nolde war Vorstandsmitglied im Deutschen Künstlerbund.[40]
- Nolde war Mitglied der NSDAP

## Maltechnik
Von 2018 bis 2022 fand ein durch das Bundesministerium für Bildung und Forschung gefördertes Forschungsprojekt statt, das sich mit der Maltechnik und den Künstlermaterialien Emil Noldes auseinandersetzte. Kooperationspartner bei dem Projekt waren unter anderem das Doerner Institut in München, die Stiftung Seebüll Ada und Emil Nolde, sowie die Hamburger Kunsthalle. Dabei wurden rund 45 Gemälde untersucht sowie die Materialien im Archiv der Nolde-Stiftung in Seebüll ausgewertet. Dabei konnte festgestellt werden, dass Nolde sehr oft mit farbigen Grundierungen arbeitete, die in der Regel auf Kreide basierten und dünn auf einen – meist textilen – Träger aufgetragen wurden. Mit Techniken instrumenteller Analytik konnten teilweise Unterzeichnungen sichtbar gemacht werden. Anhand des Archivguts der Noldestiftung konnte gut nachvollzogen werden, dass er besonders gerne mit Tubenfarben (Öl oder Tempera) der Firma Behrendt aus Grafrath arbeitete. In entsprechenden Korrespondenzen ist außerdem seine Ablehnung gegenüber Firnissen festgehalten.

## Ehrungen

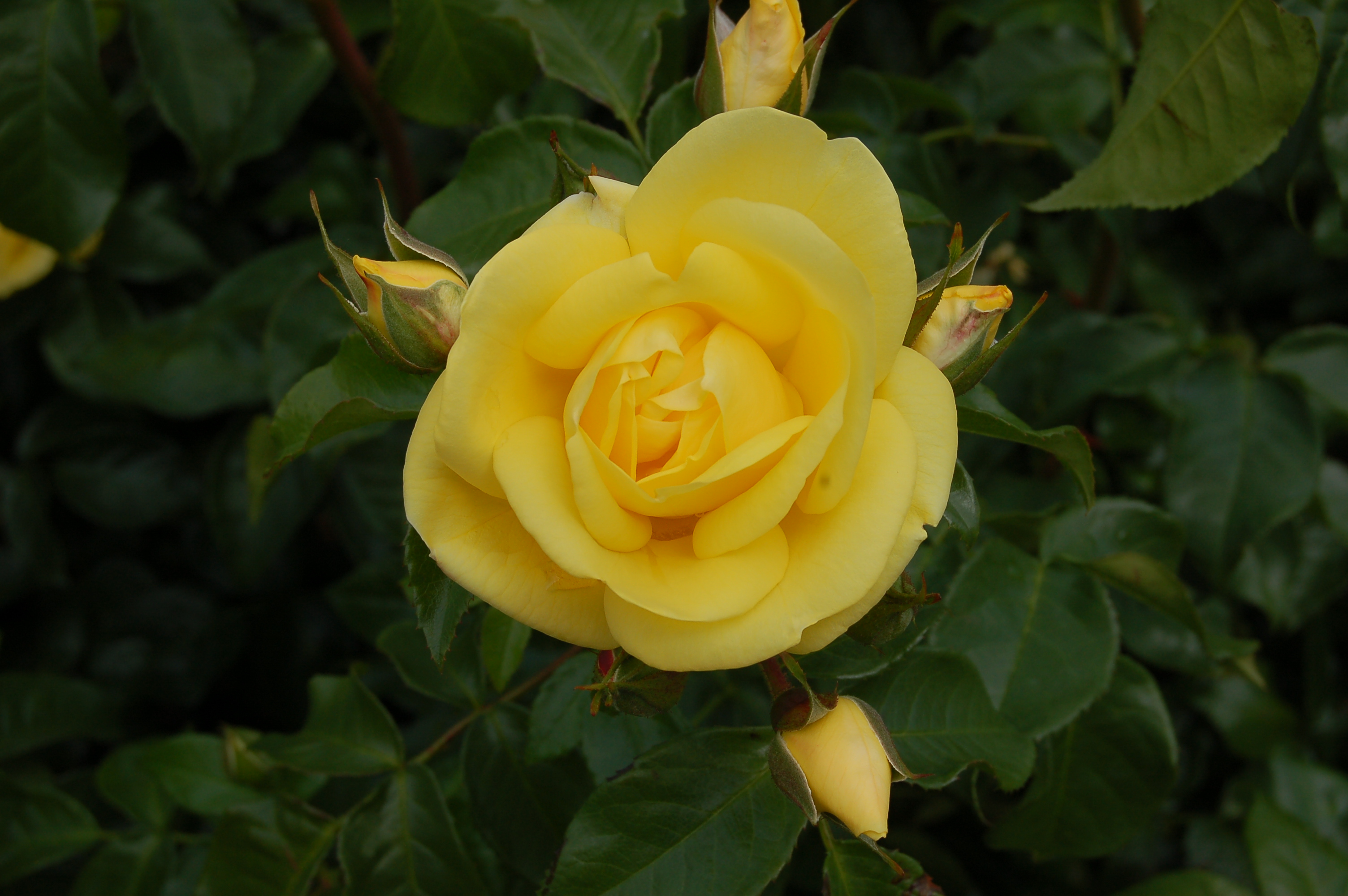
Rosensorte ‚Emil Nolde‘, Tantau, 2001

- 1927: Ehrendoktorwürde der Christian-Albrechts-Universität zu Kiel
- 1949: Stefan-Lochner-Medaille der Stadt Köln
- 1950: Biennale-Preis für das grafische Werk
- 1952: Pour le mérite für Wissenschaften und Künste
- 1952: Kulturpreis der Stadt Kiel
- 1955: documenta 1 posthum
- 1959: documenta II
- 1964: documenta III
- 2001: eine Rosensorte wurde nach Emil Nolde benannt
- 2022: Die Stadt Haan nannte die Emil-Nolde-Straße in Anni-Albers-Straße um[46]

## Nachlass

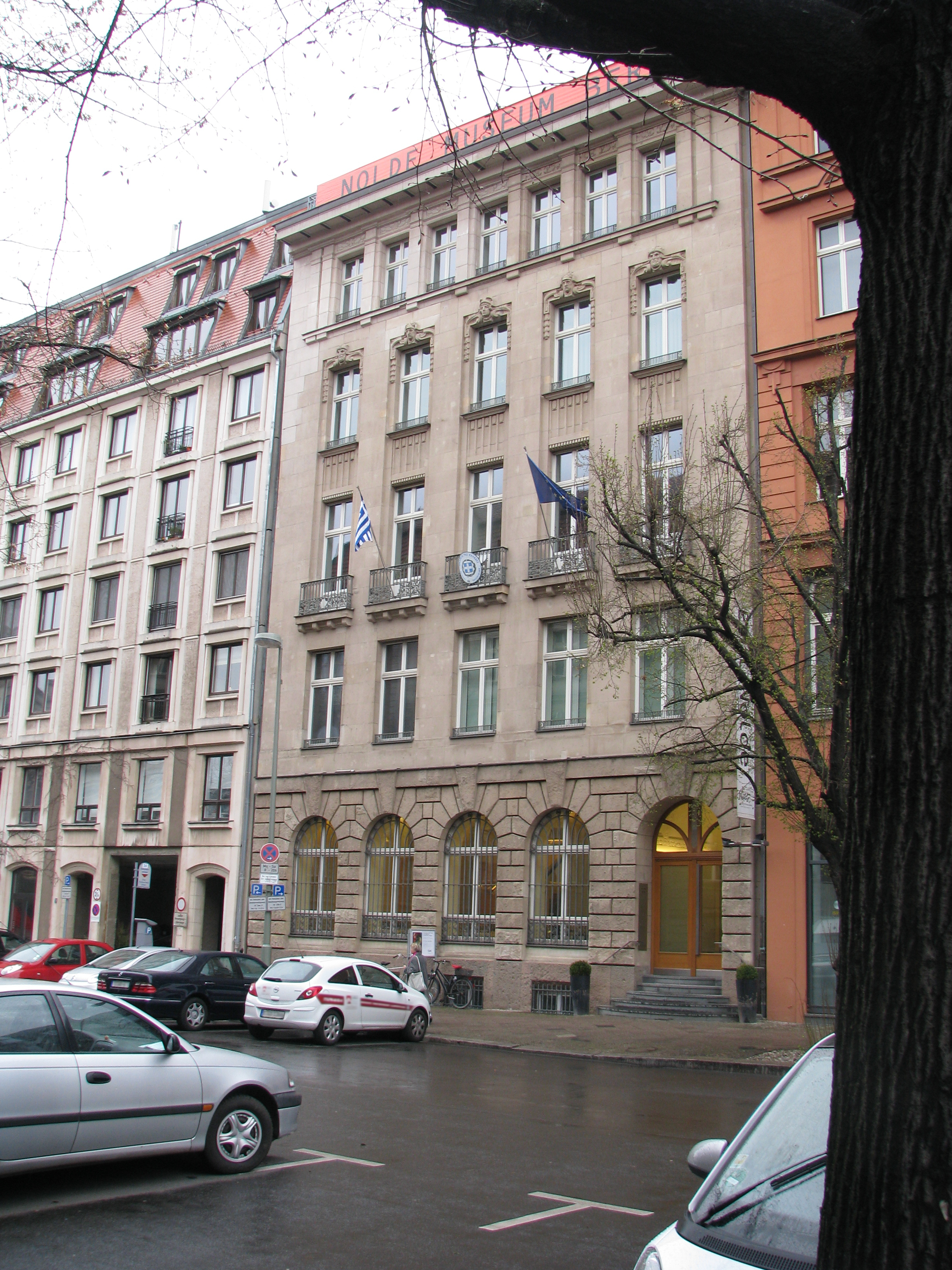
Gebäude der ehemaligen Dependance Berlin

Anwesen und künstlerischer Nachlass wurden Ausgangsvermögen der Stiftung Seebüll Ada und Emil Nolde. Diese errichtete im ehemaligen Wohn- und Atelierhaus des Malers das Nolde-Museum. Die Stiftung präsentiert dort in jährlich wechselnden Ausstellungen rund 160 Werke von Nolde. Im ehemaligen Atelier des Malers hat sein bedeutendstes religiöses Werk – das neunteilige Altarwerk Das Leben Christi von 1911/1912 – seinen festen Platz gefunden. Zum 50. Todesjahr Noldes war die Ausstellung 2006 dem Alterswerk gewidmet. Die Ausstellungen hier und im daneben errichteten Dokumentations- und Veranstaltungsgebäude ziehen jedes Jahr (Stand 2013) rund 80.000 Besucher an.
Von 2007 bis März 2014 gab es eine Dependance der Stiftung in der Jägerstraße 54/55 am Gendarmenmarkt in Berlin. Dort wurden im Rahmen von wechselnden Ausstellungen neben Werken von Nolde auch Exponate anderer Künstler präsentiert.

## Nolde-Rezeption im 21. Jahrhundert
Nachdem sich die Erkenntnis durchgesetzt hat, dass Nolde sowohl bedeutender Maler als auch bekennender Rassist und Nationalsozialist war, wird sein Werk nach aktuellem Forschungsstand zukünftig in diesem Kontext präsentiert. Emil Noldes berühmte Blumenbilder könnten nicht von seiner Blut-und-Boden-Ideologie getrennt werden, sagte der Düsseldorfer Museumsdirektor Felix Krämer im Deutschlandfunk. Noldes Gemälde im Kanzleramt seien „keine gute Wahl.“
„Aber ich glaube, was wir uns bewusst machen müssen bei Nolde ist, wenn wir uns die Bilder anschauen: Ideologie funktioniert ja nicht immer nur auf der Oberfläche und natürlich ist so ein Bild, so eine Blumendarstellung auf den ersten Blick natürlich erst mal harmlos. Wenn man dann aber über seine Blut- und Boden-Vorstellung, Vorstellung von Heimat, Vorstellung von Rasse weiß, dann, finde ich, kommt man schon noch ins Nachdenken.“
Hatte die Nolde Stiftung Seebüll nach seinem Tod über Jahrzehnte eine wichtige Rolle bei der Konstruktion des öffentlichen Nolde-Bildes gespielt und u. a. Neuauflagen seiner Memoiren von den gröbsten antisemitischen Passagen gesäubert und auch problematische Aussagen in der im Nachlass aufbewahrten Korrespondenz zurückgehalten, so hat sich das unter der neuen Leitung grundlegend geändert. „Man wolle Nolde und seine Kunst künftig frei von Mythen und Legenden mit allen Widersprüchen präsentieren“, unterstreicht Direktor Christian Ring die neue Haltung.

## Nolde in der Literatur und im Film
Das Leben Emil Noldes in der Zeit des „Malverbots“ ab 1941 spiegelt sich in dem Roman Deutschstunde von Siegfried Lenz (1968) wider. Der Roman wurde 1971 für das Fernsehen und 2019 fürs Kino verfilmt. Das Filmporträt Träume am Meer – Der Maler Emil Nolde unter der Regie von Wilfried Hauke wurde 2006 gedreht. In dem Buch Nolde und ich. Ein Südseetraum erzählte Hans Christoph Buch 2013 Noldes Reise in die Südsee.

## Urteil des BGH zu einer Fälschung von Aquarellen Noldes
Ein Urteil des BGH von 1989 spielt eine Rolle in Kommentaren zum postmortalen Persönlichkeitsrecht. Ein Sammler reichte bei der Nachlassstiftung von Emil Nolde zwei angeblich von ihm signierte Aquarelle zur Begutachtung ein. Diese erkannte darin Fälschungen und verweigerte die Herausgabe der Aquarelle an den Sammler, der daraufhin klagte. Die Stiftung wollte die Bilder vernichten bzw. die nach ihrer Ansicht gefälschte Unterschrift entfernen oder eine Aufschrift Fälschung anbringen. Das wurde letztinstanzlich vom BGH zurückgewiesen. Insbesondere kommt nach dem Urteil des BGH der postmortale Persönlichkeitsschutz oder das Namensrecht für die Forderung der Beklagten nicht in Frage. Das Gericht räumte in der Begründung einen auch 33 Jahre nach dem Tod des Malers bestehenden Persönlichkeitsschutz in Hinblick auf sein Werk ein und ein Recht zur eventuellen Beseitigung der Signatur ein, falls es sich um eine Fälschung handele, was aber nicht Gegenstand der Forderungen der Beklagten war (keine Forderung auf Einwilligung des Klägers auf Entfernen der Signatur). Der Kommentator Haimo Schack hob insbesondere die im Urteil für diesen speziellen Fall festgestellte lange Nachwirkung des Persönlichkeitsrechts hervor, die im Fall Emil Nolde als namhaften Vertreter des deutschen Expressionismus eingeräumt wurde. Die unterstellte Fälschung war nach dem Urteil grundsätzlich geeignet, das künstlerische Gesamtbild nachhaltig zu verzerren.

## Werke (Auswahl)

### Bilder

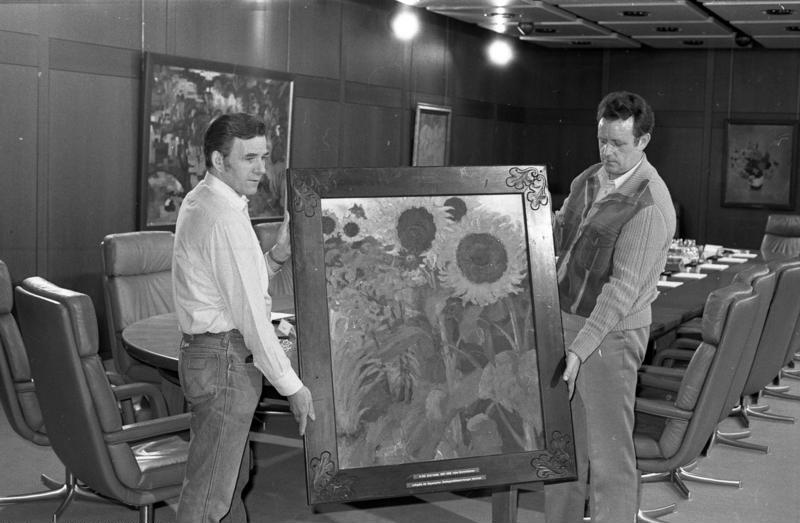
Noldes Hohe Sonnenblumen wurde 1982 als Leihgabe der Bayerischen Staatsgemäldesammlungen dem damaligen Bundeskanzler Helmut Schmidt zur Verfügung gestellt und im Kabinettssaal ausgestellt

Der Hamburger Richter und Kunstsammler Gustav Schiefler erstellte den ersten zweibändigen Katalog des graphischen Werkes von Nolde.
- um 1903: Wassermühlen, Ruttebüllkoog. Privatbesitz
- 1904: Norburg. Öl auf Leinwand, 73 × 88 cm, Galerie Kornfeld, Bern 2011
- 1905: Piazza San Domenico II. Düsseldorf, Kunstmuseum
- 1908: Blumengarten. Düsseldorf, Kunstmuseum
- 1908: Großer Mohn. Leopold-Hoesch-Museum & Papiermuseum Düren
- 1909: Pfingsten. Berlin, Neue Nationalgalerie
- 1909: Verspottung Christi. Berlin, Brücke-Museum
- 1910: Joseph erzählt seine Träume. Wien, Belvedere
- 1910: Tanz um das Goldene Kalb. München, Pinakothek der Moderne
- 1910: Bauernhof. Flensburg, Museumsberg Flensburg
- 1910: Herbstmeer I. Dortmund, Museum am Ostwall
- 1910: Herbstmeer XI. Zürich, Kunsthaus
- 1910/1914: Fremde Vögel-Tropenvögel. Aquarell, ganzseitige Abbildung Nr. 13 in: Emil Nolde: Jahre der Kämpfe, 1934
- 1911: Im Café. Essen, Folkwang-Museum
- 1912: Heilige Maria von Ägypten. Essen, Folkwang-Museum
- 1912: Maria Ägyptiaca. (Triptychon). Hamburg, Hamburger Kunsthalle (davor Sammlung Heinrich Kirchhoff)[52]
- 1913: Soldaten. Nolde Stiftung Seebüll.
- 1915: Figur und Blumen. Nürnberg, Germanisches Nationalmuseum, Gm 1859 (Leihgabe aus Privatbesitz)
- 1915: Die Zinsmünze. Kiel, Kunsthalle zu Kiel
- 1915: Herrenbildnis I. (Sammlung Rauert)
- 1915: Lichte See. Halle an der Saale, Moritzburg
- 1915: Maria und Simeon im Tempel. Halle an der Saale, Moritzburg
- 1918: Nasser Tag. Seebüll, Nolde Stiftung
- 1919: Der Schwärmer. Hannover, Sprengel-Museum
- 1919: Das rotblonde Mädchen. Öl auf Holz, 46 × 49,5 cm, (am 20. Juni 2006 für 2,7 Millionen Euro versteigert)
- 1919: Nadja. Öl auf Leinwand, 40 × 25 cm, (Erben Rathenau; am 12. Juni 2007 für 2,15 Millionen Euro versteigert)
- 1919: Blumengarten (Ringelblumen). Seebüll, Nolde Stiftung
- um 1920: Knabenkopf. Aquarell u. Tusche, 29,4 × 22,6 cm (eines der wenigen Kinderportraits in Noldes Œuvre)
- 1922: Landschaft mit Bauernhaus. Nürnberg, Germanisches Nationalmuseum, Gm 1690 (Leihgabe aus Privatbesitz)
- um 1924: Kinderbildnis Christoph Probst. Aquarell (Privatbesitz)[53][54]
- 1925: Landschaft mit ruhenden Kühen. Öl auf Leinwand, 73 × 88 cm, (Privatsammlung, Deutschland)
- 1930: Rote Hagebutten mit grünen und gelben Blättern und braungelben Gräsern. Aquarell auf Japan
- um 1930: Tiefblaues Meer unter gelb-violettem Himmel. Aquarell. Rechts unten signiert. Auf Japan, 32,5 × 46 cm.
- 1930: Abendfriede. Halle an der Saale, Moritzburg
- 1930: Kahn im Schilf. Halle an der Saale, Moritzburg
- 1930: Schwüler Abend. Seebüll, Nolde Stiftung
- 1932: Hülltoft Hof. Seit 1934 als Geschenk von Margarinefabrikant und Generalkonsul Alfred Voss in der Kunsthalle Hamburg (bis zur Beschlagnahme 1937 als „Entartete Kunst“), dann Privatbesitz, nach einer Auktion 2002 als Geschenk der Alfred Voss Erben wieder in der Kunsthalle Hamburg.[55]
- 1930/35: Blaue Iris (Feuerlilien, Rudbekia). Aquarell auf Japanpapier, signiert, 33,5 × 45,4 cm
- 1933: Blumen und Wolken. Öl auf Leinwand, 73 × 88 cm, Hannover, Sprengel-Museum[56]
- 1935/40: Abend in der Marsch. Aquarell, 34,2 × 47,3 cm
- 1936: Hohe See. Öl auf Leinwand, 73,5 × 99,5 cm
- 1937: Gelbe und hellrote Dahlien. Flensburg, Museumsberg Flensburg
- 1940: Hohe Wogen. Flensburg, Museumsberg Flensburg
- 1940: Der große Gärtner. Hannover, Sprengel-Museum
- 1942: Großer Mohn, rot, rot, rot. Neukirchen, Nolde-Museum
- 1945/48: Meer mit Dampfer. Aquarell und Tuschfeder auf Japanpapier, 23,8 × 21,3 cm
- 1946: Abendliches Meer und schwarzer Dampfer. Aquarell, 22,4 × 26,8 cm
- 1947: Ferne Mädchen. Mannheim, Kunsthalle Mannheim
- 1947: Meer und Boot mit braunem Segel. Aquarell auf Japan
- 1948: Bewegtes Meer. Kiel, Kunsthalle zu Kiel

### Texte
- Briefe aus den Jahren 1894–1926. Hrsg. von Max Sauerlandt. Furche, Berlin 1927.
- Das eigene Leben. Julius Bard, Berlin 1931; zweite, erweiterte Auflage, unter dem Titel: Das eigene Leben. Die Zeit der Jugend 1867–1902, Verlagshaus Christian Wolff, Flensburg und Hamburg 1949.
- Jahre der Kämpfe. Rembrandt, Berlin 1934; zweite, erweiterte, von Nolde „neu bearbeitete“ Auflage, DuMont, Köln 1967.
- Welt und Heimat. Die Südseereise 1913–1918, geschrieben 1936. DuMont Schauberg, Köln 1965.
- Reisen, Ächtung, Befreiung 1919–1946. DuMont Schauberg, Köln 1967.
- Emil Nolde: Erinnerungen. DuMont Schauberg, Köln 2002, ISBN 3-8321-7171-1 (Eine Kassette die folgende vier Teile enthält: Das eigene Leben; Jahre der Kämpfe; Welt und Heimat; Reisen, Ächtung, Befreiung).
- Mein Leben. DuMont, Köln 1976, ISBN 3-7701-0913-9 (8. Auflage. 2008, ISBN 978-3-7701-0913-5).
- Emil Nolde: Begegnung mit dem Nordischen. Ausstellungskatalog Kunsthalle Bielefeld. Hrsg. von Jutta Hülsewig-Johnen. Kerber, Bielefeld 2008, ISBN 978-3-86678-129-0.

## Ausstellungen (Auswahl)
- 1. – 11. September 1921: Emil Noldes religiöse Bilder, Katharinenkirche (Lübeck), Teil der Nordischen Woche 1921
- 17. November – 23. Dezember 1934: Emil Nolde/Aquarelle, Kestner Gesellschaft, Hannover
- 17. Oktober – 28. November 1948: Emil Nolde, Kestner Gesellschaft, Hannover
- 16. Dezember 1987 – 7. Februar 1988: Emil Nolde, Württembergischer Kunstverein Stuttgart
- 13. Dezember 2001 – 3. März 2002: Emil Nolde und die Südsee. Wien.
- 23. März – 26. Mai 2002: Emil Nolde und die Südsee. Kunsthalle der Hypo-Kulturstiftung München.
- 3. Februar – 12. Mai 2008: Emil Nolde. Begegnung mit dem Nordischen. Kunsthalle Bielefeld.
- 20. April – 28. Juli 2013: Emil Nolde. Farben heiß und heilig. Kunstmuseum des Landes Sachsen-Anhalt in Halle (Saale).
- 15. Juni – 13. Oktober 2013: Emil Nolde. Die Pracht der Farben. Museum Frieder Burda in Baden-Baden.
- 25. Oktober 2013 – 2. Februar 2014: Emil Nolde – In Glut und Farbe. Belvedere, Wien.
- 5. März – 15. Juni 2014: Emil Nolde. Retrospektive. Städel Museum in Frankfurt am Main. Kritik der Ausstellung durch Julia Voss in der FAZ vom 5. März 2014. In der Ausstellung wird Noldes Rolle als Verfolgter des NS stark in Frage gestellt.[57]
- 2015: Nolde – Der ungezähmte Strom der Farbe. Stadtmuseum Lindau.
- 18. September 2015 – 10. Februar 2016: Nolde in Hamburg (unter der Schirmherrschaft von Helmut Schmidt, der das Geleitwort im Ausstellungskatalog schrieb).[58] Hamburger Kunsthalle.
- 5. Juni – 9. Oktober 2016: Ein Stück norddeutscher Himmel, Emil Nolde und die Künstler der Brücke im Landesmuseum Mainz (eine Kooperation mit dem Museumsberg Flensburg).
- 30. April – 9. Juli 2017: Emil Nolde. Die Grotesken. Museum Wiesbaden, Wiesbaden; anschließend Buchheim Museum der Phantasie, Bernried am Starnberger See. Katalog.
- 7. Mai 2017 – 7. Januar 2018: Emil Nolde zum 150. Geburtstag. Kunstmuseum Mülheim, Studioausstellung in der Sammlung Ziegler.
- 17. März – 17. Juni 2018: Emil Nolde. Farbenzauber. Eine Retrospektive auf Papier. Kunsthalle Vogelmann, Heilbronn.
- 17. November – 3. März 2019: Emil Nolde. Zentrum Paul Klee, Bern.[59]
- 10. Februar – 12. Mai 2019: Marc Macke Nolde. Die Stille im Lärm der Zeit. Meisterwerke aus der Sammlung Ziegler. Kunstmuseum Moritzburg, Halle (Saale).[60]
- 12. April – 15. September 2019: Emil Nolde – Eine deutsche Legende. Der Künstler im Nationalsozialismus. Hamburger Bahnhof – Museum für Gegenwart – Berlin.[61]
- 11. Oktober 2020 – 7. Februar 2021: Emil Nolde – a critical approach by Mischa Kuball. Draiflessen Collection, Mettingen.[62]

## Audio
- Diskussion um NS-Verstrickung Nolde, die Nazis und das Kanzleramt. Felix Krämer im Gespräch mit Maja Ellmenreich, Deutschlandfunk 29. März 2019 (Audioversion 1/2 Jahr online)